# Gregory Gordon

Bischofswappen von Gregory William Gordon

Gregory William Gordon (* 4. Oktober 1960 in Philadelphia, Pennsylvania) ist ein US-amerikanischer römisch-katholischer Geistlicher und Weihbischof in Las Vegas.

## Leben
Gregory Gordon kam 1972 mit seiner Familie nach Boulder City, Nevada. Von 1978 bis 1980 besuchte er die Saint Joseph’s University in Philadelphia. Anschließend studierte Gordon Philosophie und Katholische Theologie am St. Charles Borromeo Seminary in Philadelphia. Ab 1983 setzte er seine Studien an der Päpstlichen Universität Gregoriana in Rom fort, an der er 1986 ein Baccalaureato im Fach Katholische Theologie erwarb. 1987 schloss Gordon sein Theologiestudium an der Päpstlichen Lateranuniversität mit dem Lizenziat ab. Während seiner Studienzeit in Rom war er Alumne des Päpstlichen Nordamerika-Kollegs. Gregory Gordon empfing am 16. Januar 1988 das Sakrament der Priesterweihe für das Bistum Reno-Las Vegas.
Gordon war von 1988 bis 1990 als Pfarrvikar der Pfarrei St. Francis de Sales in Las Vegas tätig, bevor er Pfarrvikar und 1991 schließlich Pfarradministrator der Pfarrei St. Anne in Las Vegas wurde. Von 1992 bis 1993 war Gregory Gordon Hochschulseelsorger an der University of Nevada, Las Vegas. Nachdem Gregory Gordon kurzzeitig als Pfarrer der Pfarrei St. Mary the Virgin (1993) und als Pfarrvikar der Pfarrei Our Lady of Las Vegas (1993–1994) gewirkt hatte, wurde er Pfarradministrator und 1995 Pfarrer der Pfarrei St. Christopher in North Las Vegas. Nach der Teilung des Bistums Reno-Las Vegas am 21. März 1995 wurde Gordon in den Klerus des neuen Bistums Las Vegas inkardiniert. Von 2004 bis 2007 war er Pfarrer der Pfarrei St. Francis of Assisi in Henderson. Anschließend war Gregory Gordon an der Apostolischen Nuntiatur in Washington, D.C. tätig. Nach der Rückkehr in seine Heimatdiözese war er von 2014 bis 2020 Pfarrer der Pfarrei St. Anne in Las Vegas. 2020 wurde Gordon Generalvikar des Bistums Las Vegas sowie Diözesankanzler und Moderator der Diözesankurie.
Am 28. Mai 2021 ernannte ihn Papst Franziskus zum Titularbischof von Nova Petra und zum Weihbischof in Las Vegas. Der Bischof von Las Vegas, George Leo Thomas, spendete ihm am 16. Juli desselben Jahres im Shrine of the Most Holy Redeemer in Las Vegas die Bischofsweihe; Mitkonsekratoren waren der emeritierte Bischof von Las Vegas, Joseph Anthony Pepe, und der emeritierte Bischof von Santa Rosa in California, Daniel Francis Walsh.